# USS Chenango (CVE-28)
Pour les autres navires du même nom, voir USS Chenango.
L'USS Chenango (AO-31 / AVG/ACV/CVE/CVHE-28) est un porte-avions d'escorte de la classe Sangamon construit pour l'United States Navy durant la Seconde Guerre mondiale. Entré en service en tant que pétrolier sous le nom de Esso New Orleans en 1939, il est reconverti en porte-avions en 1942 et sert en Atlantique puis dans le Pacifique, avant d'être mis en réserve à la fin de la guerre. Il est vendu pour démolition en 1960.

## Conception
La construction du pétrolier de type T-3 Esso New Orleans commence au chantier naval Sun Shipbuilding & Drydock Co. le 10 juillet 1938, sous contrat de la Commission maritime. Parrainé par Mme Rathbone, le navire est lancé le 1er avril 1939 et livré à la Standard Oil qui l'exploite jusqu'à son acquisition par la marine américaine le 31 mai 1941. Renommé Chenango, il est commissionné sous les ordres du commandant William H. Mays le 20 juin sous le numéro de fanion AO-31. Début 1942 décision est prise de le convertir, lui et ses sister-ships, en porte-avions d'escorte : les modifications sont effectuées au Norfolk Naval Shipyard durant le printemps. Le 19 septembre 1942, il est rebaptisé ACV-28, en tant que transporteur auxiliaire, et mis en service sous les ordres du capitaine Ben Harrison Wyatt.

## Historique
Il sert en tant que pétrolier pendant plusieurs mois, naviguant dans l'Atlantique, les Caraïbes et le Pacifique jusqu'à Honolulu. Le Chenango était présent à Aruba le 16 février 1942, lorsqu'un sous-marin allemand bombarda l'une des raffineries de l'île.
Après sa conversion en porte-avions d'escorte à la mi-1942, le navire rejoint la côte ouest de l'Afrique en transportant 77 Warhawks P-40 du 33e groupe de chasseurs de l'armée de l'air américaine pour les préparatifs de l'opération Torch. Après avoir ravitaillé une vingtaine de destroyers à Casablanca à la mi-novembre, le Chenango fait route vers Norfolk, le 30 novembre, affrontant un ouragan en cours de route qui lui causa des dommages considérables. Après avoir été réparé, le navire a été envoyé dans le Pacifique.
En janvier 1943, le Chenango fournit une couverture aérienne aux convois de ravitaillement à destination des îles Salomon. Il assure également la protection des forces américaines de Guadalcanal opérant à terre. En juillet 1943, il est rebaptisé CVE-28, subissant une refonte le mois suivant.

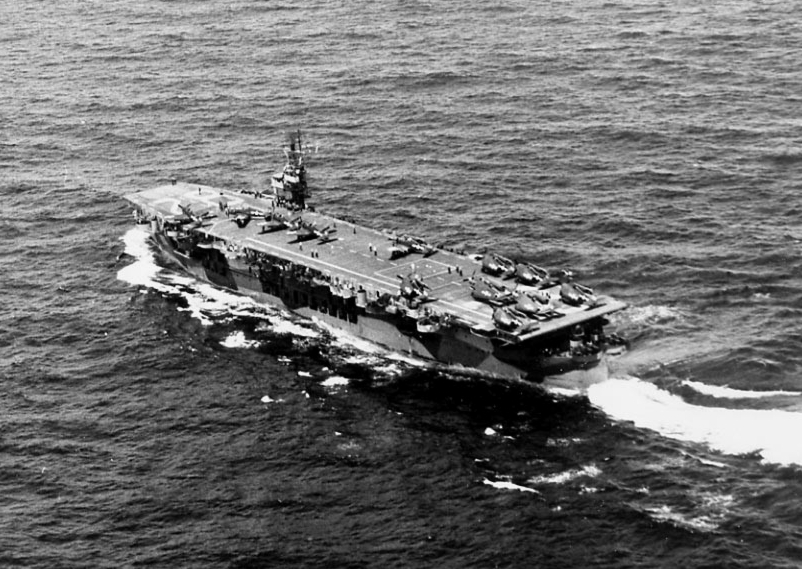
L'USS Chenango dans le Pacifique en 1944.

Au cours des deux prochaines années, il participa à de nombreuses actions majeures de la guerre du Pacifique. Il fut impliqué dans les invasions de Tarawa, Roi-Namur, Kwajalein, Eniwetok, Aitape, Hollandia, Pagan, Guam, Morotai, Leyte et Okinawa. Il apporta également son soutien lors de la dernière offensive contre le Japon.
Après la guerre, il transporte du matériel vers le continent américain, tout en participant à l'opération Magic Carpet. Il est placé en réserve le 14 août 1946 et rayé des listes en 1959.

## Décorations
Le Chenango a reçu la Presidential Unit Citation et onze battles stars pour son service pendant la Seconde Guerre mondiale.